# Arlen Konietz
Arlen Konietz (* 26. Mai 1988 in Hilden) ist ein deutscher Schauspieler.

## Leben
Arlen Konietz wuchs in Düsseldorf auf. Über seinen Bruder kam Konietz im Alter von 16 Jahren zum Theater und stand in dem Musicalprojekt Holly, Pips und die Traumfänger im Jugendclub des Düsseldorfer Schauspielhauses erstmals auf der Bühne. Weitere Bühnenerfahrungen sammelte er am Jungen Schauspielhaus Düsseldorf und am „Globe Theater“ in Neuss.
Sein Schauspielstudium absolvierte er von 2010 bis 2014	an der Staatlichen Hochschule für Musik und Darstellende Kunst in Stuttgart, nachdem er zuvor zwei Jahre an mehreren Hochschulen und Schauspielschulen vorgesprochen hatte. Während seines Studiums gastierte er am Theater Freiburg, trat am Wilhelma-Theater auf und war Ensemblemitglied im Schauspielstudios am Schauspiel Stuttgart.
Ab der Spielzeit 2014/15 war er Ensemblemitglied am Theater Konstanz. Dort spielte er in Inszenierungen von Neil LaBute, Johanna Schall, Jo Fabian, Martina Eitner-Acheampong und Johanna Wehner. Zu seinen Konstanzer Rollen gehörten Pentheus in Die Bakchen, Arnold von Melchthal in Wilhelm Tell, Ruprecht in Der zerbrochne Krug, Edmund in Eines langen Tages Reise in die Nacht, Jesus in Jesus Christ Superstar, Clifford Bradshaw in Cabaret und der fanatische Benjamin Südel in Marius von Mayenburgs Stück Märtyrer.
Seit Beginn der Spielzeit 2020/21 ist Konietz festes Ensemblemitglied am Theater Heilbronn.
Für die 5. Staffel der Vorabendserie WaPo Bodensee (2020) stand er für zwei Kurzauftritte auch vor der TV-Kamera. Als Sprecher arbeitete er für den SWR und arte.

## Hörspiele (Auswahl)
- 2012: Maurice Leblanc: Arsène Lupin gegen Herlock Sholmès – Das Duell der Meister (2. Teil) (Arbeiter) – Regie: Stefan Hilsbecher (Hörspielbearbeitung, Kriminalhörspiel – SWR)